# 凯旋路街道
凯旋路街道，是中华人民共和国四川省遂宁市船山区下辖的一个乡镇级行政单位。

## 行政区划
凯旋路街道下辖以下地区：
凯旋下路社区、文星街社区、凯东社区、天兴社区、涪江花园社区、油房街社区、南小区社区和希望社区。